# Max Ojomoh

a Compétitions nationales et continentales officielles uniquement.

b Matchs officiels uniquement.
Dernière mise à jour le 21 juillet 2025.
Max Ojomoh, né le 14 septembre 2000 à Bath (Angleterre), est un joueur international anglais de rugby à XV évoluant au poste de centre à Bath Rugby en Premiership.
Il est le fils de Steve Ojomoh, joueur international anglais de rugby à XV.

## Biographie

### Jeunesse et formation
Fils de l'avant international anglais Steve Ojomoh, qui a joué pour Bath Rugby, Max Ojomoh commence lui aussi la pratique du rugby à XV à Bath Rugby à l'âge de six ans, avant d'évoluer avec le Chippenham RFC (en). Il étudie à la King Edward's School (en) et rejoint le centre de formation de Bath Rugby âgé de 14 ans.
Capé chez les moins de 18 ans de l'Angleterre, il marque un essai contre la France.

### Carrière professionnelle
Max Ojomoh joue son premier match professionnel avec Bath Rugby en Coupe d'Angleterre en septembre 2019 contre les Exeter Chiefs, tout comme neuf autres joueurs issues du centre de formation du club. Durant la saison, il est sélectionné avec l'équipe d'Angleterre des moins de 20 ans pour le Tournoi des Six Nations de la catégorie, durant lequel il dispute quatre rencontres, dont 3 en tant que titulaire.
Il apparaît pour la première fois en Championnat d'Angleterre en mars 2021 contre les London Irish, puis en Challenge européen une semaine plus tard face aux Zebre.
Remarqué par Eddie Jones, malgré une seule titularisation en Premiership en club, il est appelé afin de prendre part à la préparation de la tournée d'été 2021 de l'équipe d'Angleterre.
Promu de la Bath Rugby Academy, Ojomoh est l'une des révélations du club en 2021-2022, se distinguant en attaque notamment.
En janvier 2024, à la suite de la blessure de son coéquipier à Bath Rugby, Ollie Lawrence, il est convoqué par Steve Borthwick en équipe d'Angleterre pour le remplacer en amont du Tournoi des Six Nations. N'étant pas utilisé lors des trois premières journées, il est sélectionné avec l'équipe d'Angleterre A afin d'affronter le Portugal.
En novembre 2024, il est encore sélectionné en équipe d'Angleterre A pour affronter l'Australie A (en). Plus tard dans la saison, il remporte la Coupe d'Angleterre battant les Exeter Chiefs sur le score de 48 à 14 en finale.
Au mois de juillet 2025, il connaît sa première cape internationale avec le XV de la Rose contre les États-Unis.

## Palmarès
- Vainqueur de la Coupe d'Angleterre en 2025 avec Bath Rugby.
- Vainqueur de la Challenge Cup en 2025 avec Bath Rugby.
- Vainqueur du Championnat d'Angleterre en 2025 avec Bath Rugby.